# Koradacheri
Koradacheri (o Koradachcheri) è una suddivisione dell'India, classificata come town panchayat, di 5.970 abitanti, situata nel distretto di Tiruvarur, nello stato federato del Tamil Nadu. In base al numero di abitanti la città rientra nella classe V (da 5.000 a 9.999 persone).

## Geografia fisica
La città è situata a 10° 46' 0 N e 79° 28' 60 E e ha un'altitudine di 1 m s.l.m..

## Società

### Evoluzione demografica
Al censimento del 2001 la popolazione di Koradacheri assommava a 5.970 persone, delle quali 3.003 maschi e 2.967 femmine. I bambini di età inferiore o uguale ai sei anni assommavano a 662, dei quali 357 maschi e 305 femmine. Infine, coloro che erano in grado di saper almeno leggere e scrivere erano 4.482, dei quali 2.421 maschi e 2.061 femmine.